# Radiothérapie interne sélective
Ne doit pas être confondu avec Radiothérapie interne vectorisée.
Cet article concerne la médecine. Pour les autres significations, voir RIS.
La radiothérapie interne sélective (RIS, en anglais : SIRT), également connue sous le nom de radio-embolisation, radiothérapie interne vectorisée sélective, radioembolisation transartérielle (TARE) ou micro-curiethérapie intra-artérielle, est une forme de radiothérapie interne vectorisée (RIV) utilisée en radiologie interventionnelle pour le traitement du cancer. Cette technique s'adresse à des patients sélectionnés atteints de cancers non résécables chirurgicalement, comme un carcinome hépatocellulaire ou des métastases hépatiques. Le traitement, associant radiothérapie et embolisation, consiste à injecter de minuscules microsphères de matière radioactive dans les artères qui irriguent la tumeur, afin que les sphères se logent dans les petits vaisseaux de la tumeur. L'analogue chimiothérapeutique (associant chimiothérapie et embolisation) est appelé chimioembolisation. La chimio-embolisation intra-artérielle (TACE) en est la forme habituelle.

## Principe
Actuellement, en radiothérapie externe, des doses thérapeutiques de rayonnement peuvent être ciblées sur les tumeurs avec une grande précision à l'aide d'accélérateurs linéaires ; cependant le faisceau devra toujours traverser les tissus sains, et le tissu hépatique normal est très sensible aux radiations, notamment le parenchyme hépatique. Cela limite la dose de rayonnement pouvant être délivrée par radiothérapie externe. La RIS, en revanche, implique l’insertion directe de microsphères radioactives dans une région anatomique délimitée, entraînant un dépôt local et ciblé d'énergie. Elle est donc bien adaptée au traitement des tumeurs hépatiques. En raison du dépôt de dose local, la RIS est considérée comme un type de thérapie locorégionale (LRT).[réf. nécessaire]
Le foie dispose d’un double système d’approvisionnement en sang : il reçoit le sang de l'artère hépatique et de la veine porte . Le tissu hépatique sain est principalement perfusé par la veine porte, tandis que la plupart des tumeurs malignes du foie tirent leur apport sanguin de l'artère hépatique. Ainsi, des thérapies locorégionales telles que la chimioembolisation transartérielle ou la radioembolisation peuvent être administrées sélectivement dans les artères qui irriguent les tumeurs et conduiront préférentiellement au dépôt des particules dans la tumeur, tout en épargnant le tissu hépatique sain des effets secondaires nocifs.
De plus, les tumeurs malignes (y compris les cancers hépatiques primitifs et de nombreux cancers métastatiques) sont souvent hypervascularisées. Les apports sanguins des tumeurs sont augmentés par rapport à ceux des tissus normaux, conduisant en outre à un dépôt préférentiel de particules dans les tumeurs.[réf. nécessaire]
La RIS peut être réalisée de différentes façons, notamment en traitant le foie entier, ou seulement un ou plusieurs lobes ou segments. La RIS du foie entier peut être utilisé lorsque la maladie se propage dans tout le foie. La lobectomie cible l'un des deux lobes du foie et peut constituer une bonne option de traitement lorsqu'un seul lobe est impliqué ou lors du traitement du foie entier en deux traitements distincts, un lobe à la fois. Pour l'approche segmentaire, également appelée segmentectomie (en) radiologique, une forte dose de rayonnement est délivrée dans un ou deux segments hépatiques uniquement. La dose élevée entraîne l'éradication de la tumeur tandis que les dommages causés aux tissus hépatiques sains sont limités aux segments ciblés uniquement, qui nécrosent.
La technique appliquée est déterminée par le placement du cathéter . Plus le cathéter est placé distalement, plus la technique est localisée.

## Applications thérapeutiques
Les candidats à la radioembolisation présentent entre autres :
1. Un cancer du foie non résécable d'origine primaire ou secondaire, tel que le carcinome hépatocellulaire[4] et les métastases hépatiques d'origine différente (par exemple : cancer colorectal[5], cancer du sein[6], cancer neuroendocrinien[7], cholangiocarcinome[8] ou sarcomes des tissus mous[9]) ;
2. Aucune réponse ou intolérance à la chimiothérapie régionale ou systémique ;
3. Aucune éligibilité aux options potentiellement curatives telles que l'ablation par radiofréquence[10].

La RIS est actuellement considérée comme une thérapie « de sauvetage ». Elle s’est avérée sure et efficace chez les patients pour lesquels la chirurgie n’était pas possible et la chimiothérapie n’était pas été efficace,,,,. Plusieurs grands essais de phase III ont été lancés pour évaluer l'efficacité de la RIS lorsqu'elle est utilisée plus tôt dans le schéma thérapeutique ou en association avec une thérapie systémique.
La RIS, lorsqu’elle est ajoutée au traitement de première intention des patients présentant des métastases de cancer colorectal, a été évaluée dans les études SIRFLOX FOXFIRE et FOXFIRE Global. Pour le cancer primitif du foie (CHC), deux grands essais comparant la RIS à la chimiothérapie standard, le Sorafenib, ont été réalisés. Il s'agit des essais SARAH et SIRveNIB.
Les résultats de ces études, publiés en 2017 et 2018, ne rapportent aucune supériorité de la RIS sur la chimiothérapie en termes de survie globale (SARAH, SIRveNIB, FOXFIRE ). Dans l’étude SIRFLOX, une meilleure survie sans progression n’a pas non plus été observée. Ces essais n'ont pas fourni de preuves directes soutenant la RIS comme régime thérapeutique de première intention pour le cancer du foie. Cependant, ces études ont montré que la RIS est généralement mieux tolérée que le traitement systémique, avec des effets indésirables moins graves. Simultanément, pour le CHC, les données dérivées d'une vaste analyse rétrospective ont montré des résultats prometteurs pour l'utilisation de la RIS en tant que traitement à un stade précoce, en particulier avec la segmentectomie et la lobectomie par rayonnement à haute dose.
En 2024, d’autres études et analyses de cohortes sont en cours pour évaluer des sous-groupes de patients bénéficiant de la RIS en première intention ou en traitement ultérieur, ou pour évaluer son effet en association avec une chimiothérapie (EPOCH, SIR-STEP, SORAMIC, ARRÊTER le CHC ).
Pour les patients atteints de CHC actuellement inéligibles à une transplantation hépatique, la RIS peut parfois être utilisée pour diminuer la taille de la tumeur, permettant aux patients d'être candidats à un traitement curatif. C’est ce qu’on appelle parfois la thérapie de transition.
En comparant la RIS à la chimioembolisation transartérielle (TACE), plusieurs études ont montré des résultats favorables pour la RIS, tels qu'un délai de progression plus long, des taux de réponse complète plus élevés et une survie sans progression plus longue.

## Radionucléides et microsphères
Il existe actuellement trois types de microsphères disponibles dans le commerce pour la RIS. Deux d'entre eux utilisent l'yttrium-90 (90 Y) et sont constitués soit de verre (TheraSphère (en)), soit de résine (SIR-Sphères (en)). Le troisième type utilise de l'holmium -166 ( 166 Ho) et est composé d' acide polylactique (PLA), un polymère biodégradable et biocompatible (QuiremSphères). L'effet thérapeutique des trois produits repose sur le dépôt local de dose par des particules bêta de haute énergie. Les trois types de microsphères sont des implants permanents et restent dans les tissus même après la décroissance de la radioactivité.
Le 90 Y, un émetteur β- pur, a une demi-vie de 2,6 jours, soit 64,05 heures. Le 166 Ho émet à la fois des rayons bêta et gamma, avec une demi-vie de 26,83 heures. Le 90 Y et le  166 Ho ont tous deux une pénétration moyenne dans les tissus de quelques millimètres. Le 90 Y peut être imagé en TEMP grâce au rayonnement de freinage des électrons et en TEP grâce à une faible émission β+. La TEMP permet de détecter environ 23 000 photons Bremsstrahlung (produits par l'interaction des particules bêta avec les tissus) par mégabecquerel . Les positrons nécessaires à l'imagerie TEP proviennent d'une petite branche de la chaîne de désintégration (rapport de branchement : 32 × 10−6). Le faible rendement en photons et en positons du 90 Y rend difficile la réalisation d'une imagerie quantitative.
L'émission gamma plus importante du 166 Ho (81 KeV, 6,7 %) rend les microsphères de 166 Ho quantifiables à l'aide d'une gamma-caméra . L'holmium est également paramagnétique, ce qui permet une visibilité et une quantification en IRM même après la décroissance de la radioactivité.
| Nom commercial                                  | SIR-Sphères             | ThéraSphère                         | QuiremSphères             |
| Fabricant                                       | Sirtex Médical (en)     | Boston Scientifique                 | Quirem Médical ( Terumo ) |
| Diamètre moyen (μm)                             | 32                      | 25                                  | 30                        |
| Densité spécifique (g/dL) (par rapport au sang) | 1,6 (150%)              | 3,6 (300%)                          | 1,4 (130%)                |
| Activité par particule (Bq)                     | 40-70                   | 1250-2500                           | 330-450                   |
| Microsphères par flacon de 3 GBq (millions)     | 40-80                   | 1.2                                 | 40-80                     |
| Matériau                                        | Résine avec yttrium lié | Verre avec yttrium dans une matrice | PLA avec holmium          |
| Radionucléide (demi-vie)                        | 90 Y (64,05 heures)     | 90 Y (64,05 heures)                 | 166 Ho (26,83 heures)     |
| Rayonnement β- (MeV) (E max )                   | 2,28                    | 2.28                                | 1,77 (48,7%) 1,85 (50,0%) |
| Rayonnement γ (keV)                             | -                       | -                                   | 81 (6,7%)                 |

## Réglementation

### États-Unis
Les Therasphères (microsphères de verre, 90 Y) sont approuvées par la FDA dans le cadre d'une exemption de dispositif humanitaire pour le carcinome hépatocellulaire (CHC). Les sphères SIR (microsphères de résine, 90 Y) sont approuvées par la FDA dans le cadre d'une approbation préalable à la commercialisation pour les métastases colorectales en association avec de la chimiothérapie.

### Europe
Les SIR-Sphères ont reçu le marquage CE en tant que dispositif médical en 2002, pour le traitement des tumeurs hépatiques avancées inopérables, et les Therasphères en 2014, pour le traitement des néoplasies hépatiques. Les QuiremSphères (microsphères de PLA, 166 Ho) ont reçu leur marquage CE en avril 2015 pour le traitement des tumeurs hépatiques non résécables et ne sont actuellement disponibles que pour le marché européen,.

## Procédure
Le traitement par microsphères de 90 Y nécessite une planification individualisée selon le patient avec une imagerie transversale et des artériographies. Un scanner de contraste et/ou une IRM du foie avec contraste sont nécessaires pour évaluer les volumes tumoraux et hépatiques normaux, l'état de la veine porte et la charge tumorale extra-hépatique. Des tests de la fonction hépatique et rénale doivent être effectués ; les patients présentant une bilirubine sérique, une AST et une ALT irréversiblement élevées sont exclus, car ce sont des marqueurs d'une mauvaise fonction hépatique. L'utilisation de produits de contraste iodés doit être évitée ou minimisée chez les patients atteints d'insuffisance rénale chronique . Les niveaux de marqueurs tumoraux sont également évalués. Une imagerie de l'artère hépatique utilisant des macroalbumines agrégées au technétium (en) est réalisée pour évaluer le shunt hépato-pulmonaire (résultant du syndrome hépato-pulmonaire ). Les particules radioactives thérapeutiques traversant un tel shunt peuvent entraîner une forte dose de rayonnement absorbée par les poumons, pouvant entraîner une pneumopathie. Une dose pulmonaire supérieure à 30 Gy signifie un risque accru d'une telle pneumopathie.
L'évaluation angiographique initiale peut inclure une aortographie abdominale, des artériographies mésentériques supérieures et coeliaques et des artériographies sélectives du foie droit et gauche. Ces tests peuvent montrer l’anatomie vasculaire gastro-intestinale et les caractéristiques du flux. Les vaisseaux extra-hépatiques détectés lors de l'évaluation angiographique peuvent être embolisés pour empêcher le dépôt non ciblé de microsphères, pouvant conduire à des ulcères gastro-intestinaux. L'extrémité du cathéter peut également être déplacée plus distalement, au-delà des vaisseaux extra-hépatiques. Une fois la branche de l' artère hépatique irriguant la tumeur identifiée et la pointe du cathéter placée sélectivement dans l'artère, les microsphères de 90 Y ou de 166 Ho sont perfusées. Si besoin, la perfusion de particules peut être alternée avec la perfusion de produit de contraste, pour vérifier la stase ou le reflux. La dose de rayonnement absorbée dépend de la distribution des microsphères au sein de la vascularisation tumorale. Une distribution homogène est nécessaire pour garantir que les cellules tumorales ne soient pas épargnées, en raison d'une pénétration tissulaire moyenne d'environ 2,5 mm avec une pénétration maximale jusqu'à 11 mm pour le 90 Y ou 8,7 mm pour le 166 Ho.
Pour les microsphères de 90 Y, une SPECT ou une TEP peut être réalisée dans les 24 heures suivant la radioembolisation pour en évaluer la distribution. Pour les microsphères de 166 Ho, une SPECT quantitative ou une IRM peuvent être réalisées. Quelques semaines après le traitement, un scanner ou une IRM peuvent être réalisées pour évaluer les changements anatomiques. Les microsphères de 166 Ho sont encore visibles en IRM après la décroissance de la radioactivité, car l'holmium est paramagnétique. Une TEP FDG peut également être réalisée pour évaluer les changements dans l'activité métabolique.

## Effets indésirables
Les complications comprennent le syndrome postradioembolisation (PRS), les complications hépatiques, les complications biliaires, l'hypertension portale et la lymphopénie . Les complications dues aux dépôts extra-hépatiques comprennent la pneumopathie radique, les ulcères gastro-intestinaux et les lésions vasculaires.
Le syndrome postradioembolisation (PRS) comprend la fatigue, les nausées, les vomissements, l'inconfort ou la douleur abdominale et la cachexie, survenant chez 20 à 70 % des patients. Les stéroïdes et les agents antiémétiques peuvent diminuer l'incidence du SRP.
Les complications hépatiques comprennent la cirrhose conduisant à une hypertension portale, une maladie hépatique induite par radioembolisation (REILD), une élévation transitoire des enzymes hépatiques et une insuffisance hépatique fulminante. Une REILD est caractérisé par un ictère, une ascite, une hyperbilirubinémie et une hypoalbuminémie se développant au moins 2 semaines à 4 mois après la RIS, sans progression tumorale ou obstruction biliaire. Elle peut aller de mineure à mortelle et est liée à une (sur)exposition des tissus hépatiques sains aux radiations,.
Les complications biliaires comprennent la cholécystite et les sténoses biliaires.

## Histoire
Les recherches sur l'yttrium-90 et d'autres radio-isotopes pour le traitement du cancer ont commencé dans les années 1960. De nombreux concepts clés, tels que l’apport sanguin préférentiel et la vascularisation tumorale, ont été découverts à cette époque. Des rapports faisant état d'une première utilisation de particules de résine de 90 Y chez l'homme ont été publiés à la fin des années 1970. Dans les années 1980, la sécurité et la faisabilité de la thérapie par résine et microsphères de verre d'yttrium-90 pour le cancer du foie ont été validées chez un modèle canin. Les essais cliniques sur l'yttrium-90 appliqué au foie se sont poursuivis de la fin des années 1980 jusqu'aux années 1990, établissant la sécurité du traitement. Plus récemment, des essais et des ECR de plus grande envergure ont montré l'innocuité et l'efficacité du traitement à l' 90 Y pour le traitement des tumeurs malignes hépatiques primaires et métastatiques,.
Le développement des microsphères d’holmium-166 a commencé dans les années 1990. L'intention était de développer une microsphère avec une dose de rayonnement thérapeutique similaire à celle de l' 90 Y, mais avec de meilleures propriétés d'imagerie, afin que la distribution des microsphères dans le foie puisse être évaluée plus précisément. Dans les années 2000, le développement a progressé vers les études sur les animaux. Les microsphères de 166 Ho ont été utilisées pour la première fois chez l'homme en 2009, et publiées pour la première fois en 2012. Depuis lors, plusieurs essais ont été réalisés, démontrant l'innocuité et l'efficacité du 166 Ho en RIS, et d'autres études sont en cours.